# Johan Carp
Johan Robert «Joop» Carp (Comal, Índies Orientals Neerlandeses, 30 de gener de 1897 - Johannesburg, Sud-àfrica, 25 de març de 1962) va ser un regatista neerlandès que va prendre part en tres edicions dels Jocs Olímpics d'Estiu.
El 1920 va prendre part en els Jocs Olímpics d'Anvers, on va guanyar la medalla d'or en la categoria de 6,5 metres (1919 rating) del programa de vela, a bord de l'Oranje. Compartia tripulació amb el seu germà Bernard Carp i Petrus Wernink.
Quatre anys més tard, als Jocs de París, va guanyar la medalla de bronze en la categoria de 6 metres del programa de vela, a bord del Willem-Six. Compartia tripulació amb Anthonij Guépin i Jan Vreede.
La tercera i darrera participació en uns Jocs fou el 1936 a Berlín, on fou vuitè en la categoria de 6 metres del programa de vela. Carp navegà a bord del De Ruyter, compartint tripulació amb Ansco Dokkum, Kees Jonker, Herman Looman i Ernst Moltzer.
Joop Carp va estudiar Dret a la Universitat de Leiden. Es va graduar el 1921. Poc després es va convertir en vicepresident de l'empresa aeronàutica Fokker, on va estar vinculat al desenvolupament del primer gran avió comercial. Més tard va fundar l'empresa comercial Carp & Co. a Amsterdam. El 1926 va obrir la seva pròpia oficina a Nova York i posteriorment va emigrar a Sud-àfrica.
Carp es casà, i posteriorment divorcià, de Johanna Sybille Hall, esportista olímpica de doma clàssica als Jocs de 1960, 1964 i 1968.